# Guillaume Bigourdan
Guillaume Bigourdan (Sistel, 6 aprile 1851 – Parigi, 28 febbraio 1932) è stato un astronomo francese.
Nel 1877 fu nominato assistente astronomo all'osservatorio di Tolosa da Félix Tisserand e nel 1879 seguì quest'ultimo all'osservatorio di Parigi quando Tisserand ne divenne direttore.
Trascorse diversi anni nella verifica della posizione di 6380 nebulose. Cercò di fondare le basi per determinare i futuri movimenti del moto proprio delle nebulose, ma il tentativo si rivelò fallimentare in quanto le nebulose distanti non mostrano alcuna traccia di moto proprio. Tuttavia, nei suoi studi riuscì a scoprire circa 500 nuovi oggetti celesti, tra cui, il 24 marzo 1894, l'asteroide 390 Alma.
Nel 1902 partecipò al tentativo di determinare con maggiore precisione la longitudine tra Londra e Parigi, diventando membro del Bureau des Longitudes nel 1903 e dell'Accademia francese delle scienze nel 1904.
A lui si deve la formalizzazione del sistema di stazionamento per telescopi equatoriali noto come "metodo della deriva" o appunto "metodo di Bigourdan". Il metodo, anche se lento, permette di raggiungere una precisione al limite meccanico dello strumento, ed è il metodo usato per tutti i grandi telescopi equatoriali.